# Rock This Country!
Rock This Country! è un singolo della cantante canadese Shania Twain, pubblicato nel 2000 ed estratto dall'album Come on Over.

## Tracce
- CD

1. Rock This Country!

## Video
Il videoclip della canzone è stato diretto da Larry Jordan ed è stato girato durante uno speciale concerto televisivo registrato a Dallas il 25 novembre 1999.